# 무냐노델카르디날레
무냐노델카르디날레(이탈리아어: Mugnano del Cardinale)는 이탈리아 캄파니아주 아벨리노도의 코무네다.